# Mammomax
Mammomax (Maximus Jensen) es un personaje ficticio del cómic X-Men de Marvel Comics. Fue creado por Chuck Austen y Salvador Larroca, e hizo su debut en X-Men vol. 1 # 161, en noviembre de 2004. Mammomax es un mamut humanoide.

## Biografía ficticia

### Hermandad de Mutantes Diabólicos
Cuando Mammomax apareció por primera vez, formó parte de la Hermandad de Mutantes Diabólicos junto a Avalancha, Sabretooth, Exodus, Juggernaut, Nocturne y Black Tom Cassidy. Él participó en el ataque a la Mansión X, lo que causó daños masivos a la propiedad y la muerte de al menos dos de sus residentes. Fue derrotado por Hombre de Hielo. La Hermandad terminó "absorbida" por el "agujero negro" dentro de la cabeza de Xorn, que aparentemente les lleva al Mojoverso. La Hermandad negoció con Mojo su libertad. 

### Los 198
Mammomax apareció después del Día M, huyendo de los miembros de la Liga Sapien con Erg y Peepers. En la puerta principal del Instituto, los X-Men lo salvaron de ser quemado vivo. Tomó residencia en el Instituto Xavier con otros mutantes sobrevivientes, los llamados "198". También trabó amistad con el morlock Erg, Fever Pitch y Sack. Durante una excursión en Salem Center, ataca a un niño por haberlo llamado "hombre elefante", pero esto fue generado por un chip, implantado en su cabeza por la Oficina Nacional de Emergencia (O * N * E), que lo desactiva antes de que pudiera hacer ningún daño. Mammomax sigue a Mr. M durante su éxodo del Instituto Xavier. Con el tiempo, vuelve a unirse a la Hermandad.
Mammomax fue capturado más tarde por "El Fondo", el mismo grupo responsable de la creación de X-23. Él es utilizado como un sujeto de prueba para un monstruo, el Predator X, creado por el personal del centro. Predator X lo mata y lo devora. Una foto de su cadáver se muestra a Mercurio, que también había sido capturada por la organización.

## Poderes
Mammomax se asemeja a un elefante bípedo. A causa de esto, es tan fuerte como un elefante y también posee un par de colmillos de marfil. Mammomax tiene la piel invulnerable y también puede producir ácido estomacal de gran alcance que puede escupir de su boca y usar como un ataque.

## Otras versiones

### Dinastía de M
Mammomax es parte de los Merodeadores de Genosha.

## En otros medios

### Podcast
- Mammomax es un personaje favorito de uno de los anfitriones de un podcast de cómics titulado "The Uncanny X-Cast" y se hace referencia a menudo en la trama..